# Station Ganderkesee
Station Ganderkesee (Bahnhof Ganderkesee) is een spoorwegstation in de Duitse plaats Ganderkesee, in de deelstaat Nedersaksen. Het station ligt aan de spoorlijn Delmenhorst - Hesepe. Het station telt één perronspoor. Op het station stoppen alleen treinen van de NordWestBahn.

## Treinverbindingen
De volgende treinserie doet station Ganderkesee aan:
| Serie | Treinsoort                  | Route                                                                      | Bijzonderheden |
| ----- | --------------------------- | -------------------------------------------------------------------------- | -------------- |
| RB 58 | Regionalbahn (NordWestBahn) | Osnabrück Hbf – Bramsche – Vechta – Ganderkesee – Delmenhorst – Bremen Hbf | Der Bramscher  |